# Паульсмюле (Дюссельдорф-Бенрат)

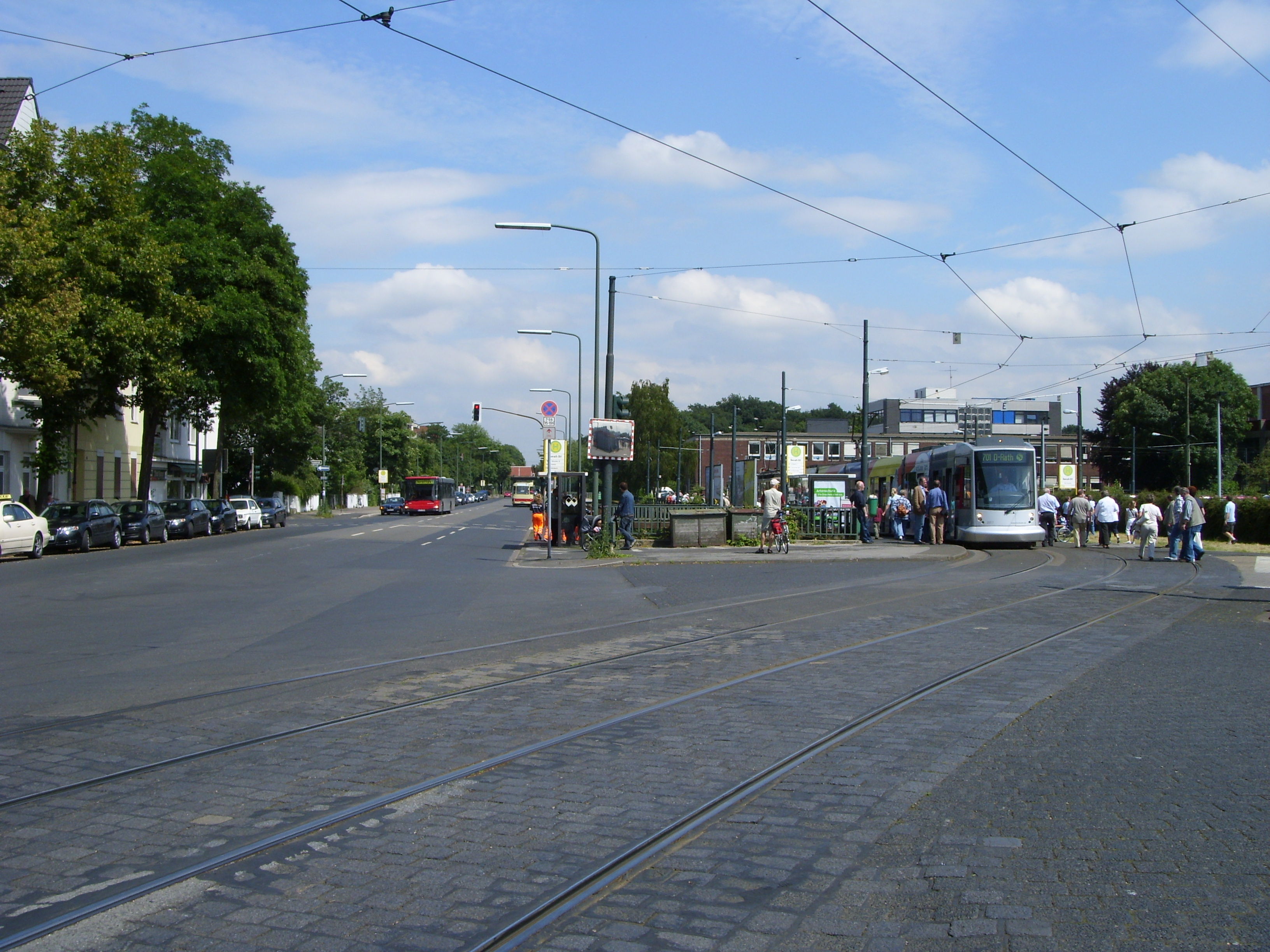
Восточный Бенрат, Хильденер Штрассе у завода ThyssenKrupp Nirosta

Паульсмюле (нем. Paulsmühle), - административный район ранее независимого города Бенрат. Ныне Бенрат является одним из 49 административных частей города Дюссельдорфа, а Паульсмюле после 1929 года (когда Бенрат вошёл в состав Дюссельдорфа) потерял официальный статус и ныне неофициально называется восточным Бенратом. Почти половину его территории занимает лес Бенрат.

## Географическое положение
Территория Паульсмюле расположена между железнодорожной линией Дюссельдорф-Кёльн и городом Хильден. Из административных частей Дюссельдорфа с восточным Бенратом граничат: на юге - Гарат, на севере - Хассельс. С севера на юг Паульсмюле пересекается автобаном A59, что значительно улучшает и без того выгодное географическое положение. Именно выгоды положения обусловили развитие в восточном Бенрате целого комплекса промышленных предприятий, важнейшим из которых является завод по производству морских портовых кранов.

## История
Паульсмюле ("Мельница Пауля" (Павла)), как район возник вместе с основание мельницы, принадлежавшей замку Бенрат. Вероятно, её основателем был некто Пауль. Мельница стояла на том месте, где сейчас сходятся Паульмюленштрассе (Paulsmühlenstraße) и лес Бенрат.
Это была водяная мельница, работавшая за счёт энергии воды речки Иттер (Itter) и ручья Мёнхграбен (Mönchgraben), протекавшим к Рейну мимо Хильдена и Бенрата. От речки Иттер в сторону мельницы вел ров вдоль современной улицы Хорстер Аллее (Horster Allee) (в настоящее время это территория города Хильден). Второй мельничный ров начинался от улицы Ам Буххольцербуш (Am Buchholzerbusch) и шёл вдоль современного автобана A59. Этих двух источников воды было достаточно для функционирования водяной мельницы.
Всё изменилось со строительством нового бенратского дворца в 1755/56 годы. Новые пруды парка потребовали больше воды из Иттера и на мельницу приток воды прекратился. Мёнхграбен в одиночку уже не смог дать достаточное для работы мельницы количество воды и в те годы мельница перестала функционировать. Проводившееся после 1945 года осушение земель вдоль Иттера и спрямление его русла привело к тому, что рвы остались без воды и стали сухими канавами, часть которых ещё сейчас можно видеть в бенратском лесу.
Жилая застройка района началась вместе с индустриализацией и строительством таких заводов и фабрик, как Капито (Capito), Флендер (Flender), Теллеринг (Tellering), Кляйн (Klein), Демаг (Demag), Крупп (Krupp). Промышленно-жилая застройка Паульсмюле сделала восточный Бенрат непохожим на собственно Бенрат. На улице Ам Вальд (Am Wald) можно увидеть дома, построенные в швабском стиле.
В связи с постепенной ликвидацией промышленной деятельности в восточном Бенрате, он постепенно приобретает черты спального района города Дюссельдорфа.

## Достопримечательности
- Поклонный крест на улице Ам Мёнхграбен